# Décennie 1840 en arts plastiques
Chronologie des arts plastiques
Années 1830 - Années 1840 - Années 1850
Cet article concerne les années 1840 en arts plastiques.

## Événements
- 13-27 août 1840 : première exposition de photographie au monde à Saint-Gall ; Jean-Baptiste Isenring présente ses daguerréotypes[1].
- 1843 : le critique d'art britannique John Ruskin commence la publication de Modern Painters (en) en cinq volumes (fin en 1860)[2].
- Juin 1844-avril 1846 : le photographe britannique William Henry Fox Talbot publie par souscription The Pencil of Nature, le premier livre de photographies[3].

- 1847 : ouverture du nouveau British Museum, construit par l'architecte Robert Smirke[4].
- 8 septembre 1848 : la Confrérie préraphaélite est fondée à Londres par les peintres William Holman Hunt, John Everett Millais et le poète Dante Gabriel Rossetti[5]. Ils s’opposent au classicisme de la Royal Academy. Ils sont rejoints par Ford Madox Brown, Edward Burne-Jones, William Bell Scott, William Morris et le sculpteur Thomas Woolner.

## Réalisations
- 1843 : 
  - L’Esclave grecque, du sculpteur américain Hiram Powers[6].
  - George Washington, sculpture de Greenough (en), est placée dans la rotonde du Capitole des États-Unis[7].
  - Tivoli, les jardins de la Villa d'Este, toile de Camille Corot[8].
- 1843-1844 : Pauline Ono en déshabillé, portrait de Millet[9].
- 1843-1844 : La Fiancée d'Abydos, toile de Delacroix[10].

- 1844 : le peintre britannique Joseph Turner peint Pluie, Vapeur et Vitesse[11].
- 1844-1847 : Delacroix décore les murs et plafonds de la bibliothèque du Palais Bourbon[12].
- 1845 : Le Sultan du Maroc, toile d'Delacroix[13].
- 1845-1847 : Delacroix décore la coupole de la bibliothèque du Sénat au Palais du Luxembourg[12].

- Mai 1846-mai 1849 : l'artiste français Honoré Daumier compose une série intitulée Les Bons Bourgeois, 82 gravures publiées dans le journal satirique Le Charivari[14].
- 1848 : 
  - La Demande en mariage du commandant, tableau de Pavel Fedotov[15].
  - Ingres achève sa Vénus Anadyomène, toile commencée à Rome en 1807[16].
  - Bonaparte franchissant les Alpes, tableau de Paul Delaroche[17].
- 1849 : L'Abolition de l'esclavage dans les colonies françaises en 1848, tableau de François-Auguste Biard[18].

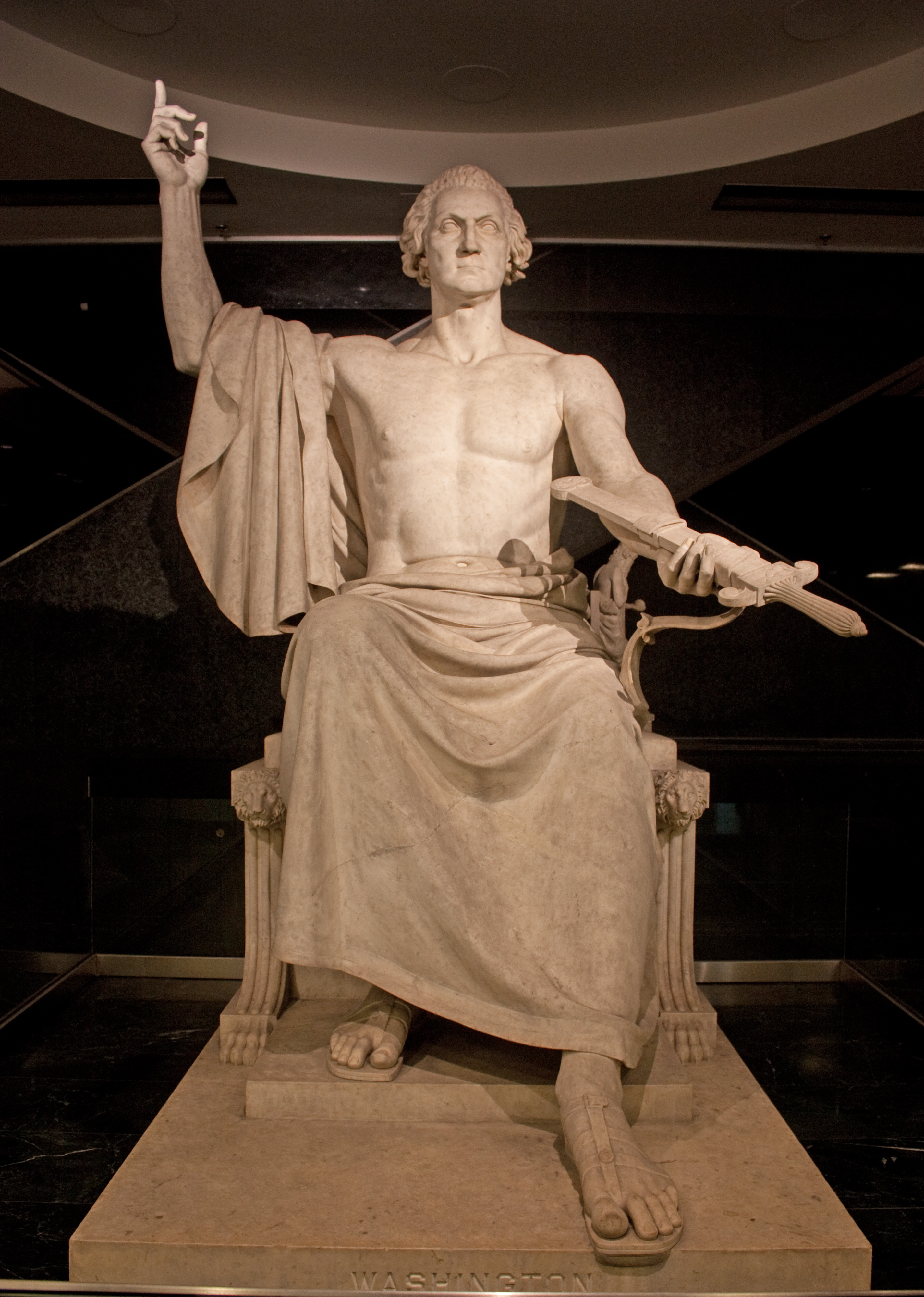
George Washington, Greenough.
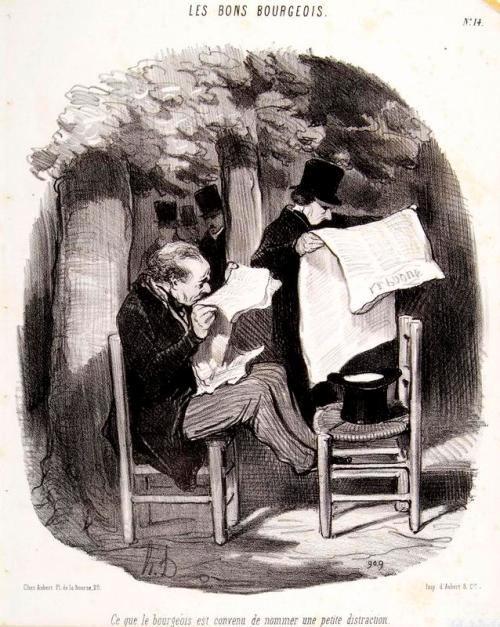
Les Bons Bourgeois, planche N°14, Honoré Daumier.
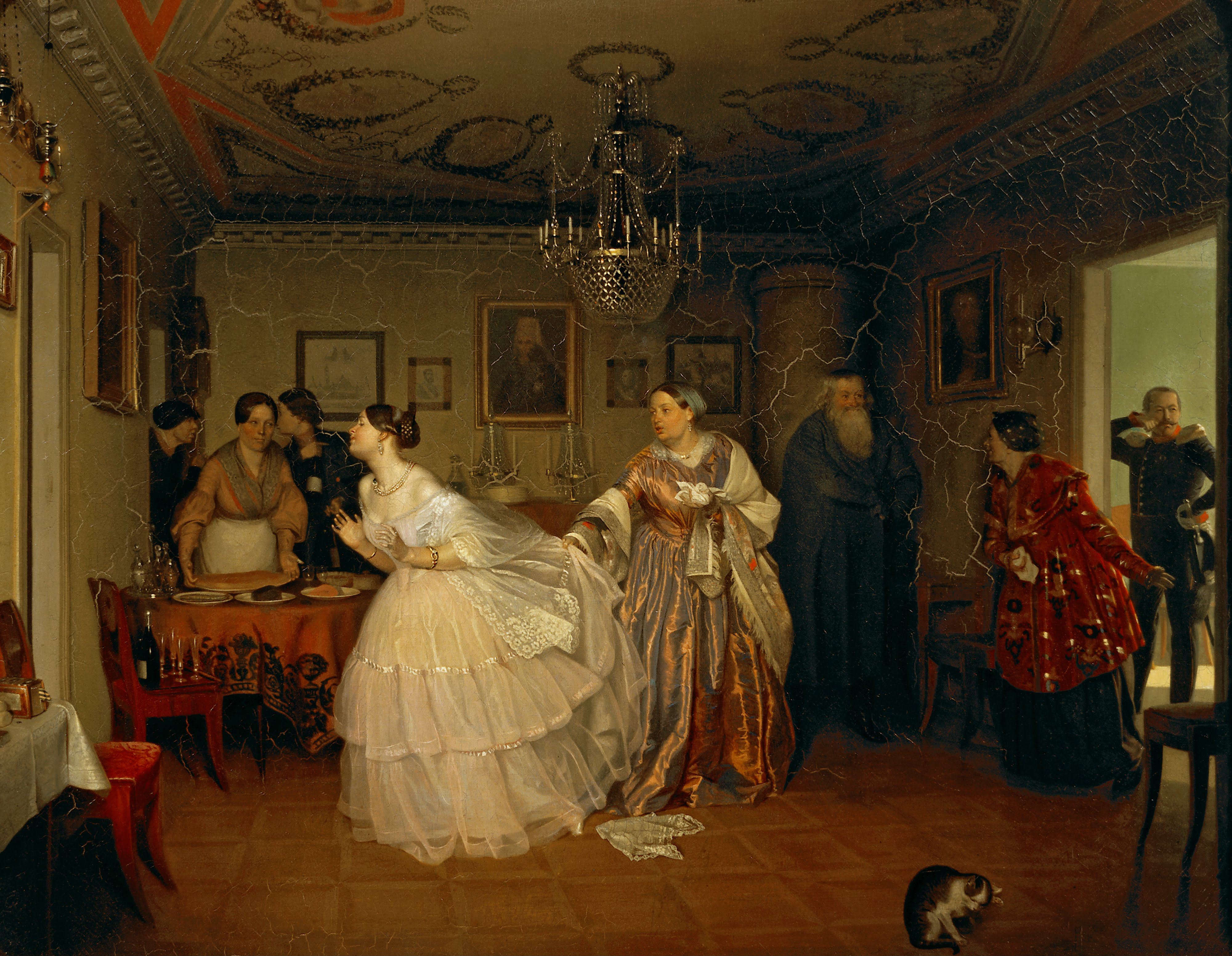
La Demande en mariage du commandant, Pavel Fedotov.